# Будинок Дроздова
Будинок, де жив І. Г. Дроздов — пам'ятник історії місцевого значення в Чернігові. Зараз тут розміщується центр реабілітації людей з обмеженими фізичними можливостями.

## Історія
Розпорядженням Чернігівської обласної державної адміністрації від 28.12.1998 № 856 надано статус пам'ятник історії місцевого значення з охоронним № 3454 під назвою Будинок, де жив відомий економіст і літератор С. Дроздов (1865-1940 роки).
Наказом Департаменту культури і туризму, національностей та релігій Чернігівської обласної державної адміністрації від 07.06.2019 № 223 для пам'ятника історії використовується назва Будинок, де жив економіст і літератор І. Дроздов (1865-1940 роки).
Будівля має власні «території пам'ятки» (кордону садиби), згідно правил забудови і використання території. На будівлі встановлена інформаційна дошка.

## Опис
У 1903 році ділянку купив Михайло Коцюбинський, але за станом здоров'я будинок тут не побудував і потім продав ділянку Йосипу Дроздову. Будинок побудований в 1908 році на Глебовщіне (зараз вулиця Станіславського) Йосипом Дроздовим. Дерев'яний на цегляному фундаменті, одноповерховий, прямокутний в плані будинок, з чотирьохскатним дахом. Фасад завершується ризалітом. Має прибудову (веранду) зі входом з правого боку будинку. Фасад і лінія карниза прикрашені дерев'яним різьбленням.
У будинку жив економіст і літератор Йосип Гаврилович Дроздов. Працював в статистичному бюро Чернігівського губернського земства.
Тут розміщувався ЖЕК, потім будинок не використовувався. З часів будинок занепав, в 2010-роки силами волонтерів будинок був реставрований. Зараз тут розміщується центр реабілітації людей з обмеженими фізичними можливостями — громадське об'єднання «Інтеграція».